# Szepes-sárosi evangélikus egyházkerület
A Szepes-sárosi evangélikus egyházkerületet 1614. januárjában alakította a szepesváraljai zsinat, de mindjárt meg is szűnt, mivel a lengyel kormány nem egyezett bele, hogy superintendens legyen az uralma alatti 13 városból. Szerettek volna ugyan helyébe mást választani, de akadályok gördültek ezelé is. Egyházai aztán a szabad királyi városi egyházkerületbe tartoztak. Egyetlen püspöke csak áprilisig folytathatta hivatalát: Xylander István, szepesváraljai lelkész.